# Святодухівський монастир (Путивль)
Свято-Духівський монастир — це оригінальний культовий комплекс, що знаходиться в північній частині Путивля (Старий город), та складається із Спасо-Преображенського собору — головний храм жіночого монастиря, зведеного в 1617—1693 роках, і надбрамної Хрестовоздвиженської церкви-дзвіниці (1697—1707 роки). Свого часу це був дівочий монастир. Наприкінці XVII століття в одній з його келій тримали ув'язнену після стрілецького бунту московську царівну Соф'ю.

## Галерея

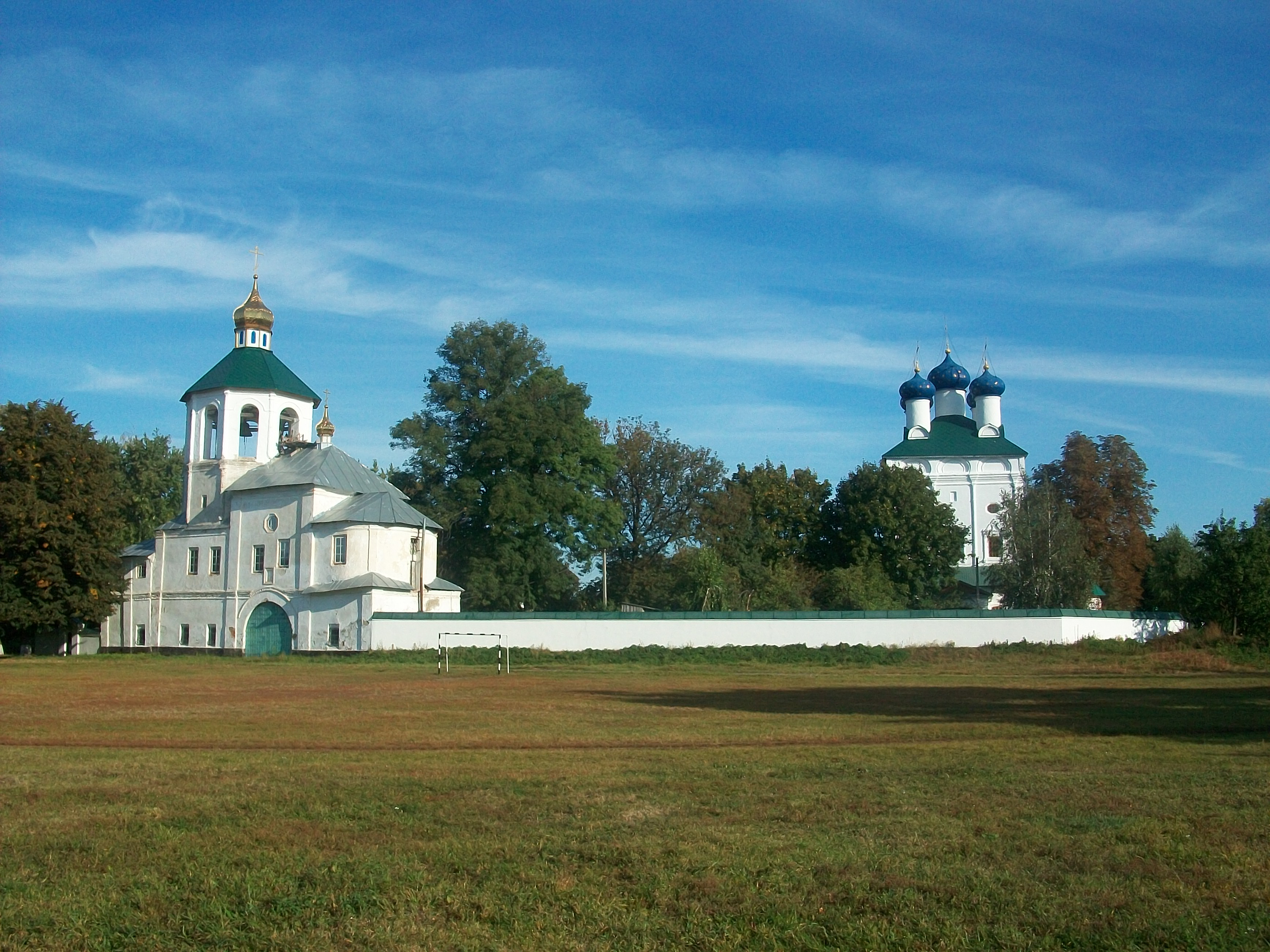
Загальний вигляд монастиря (22 вересня 2011 року)
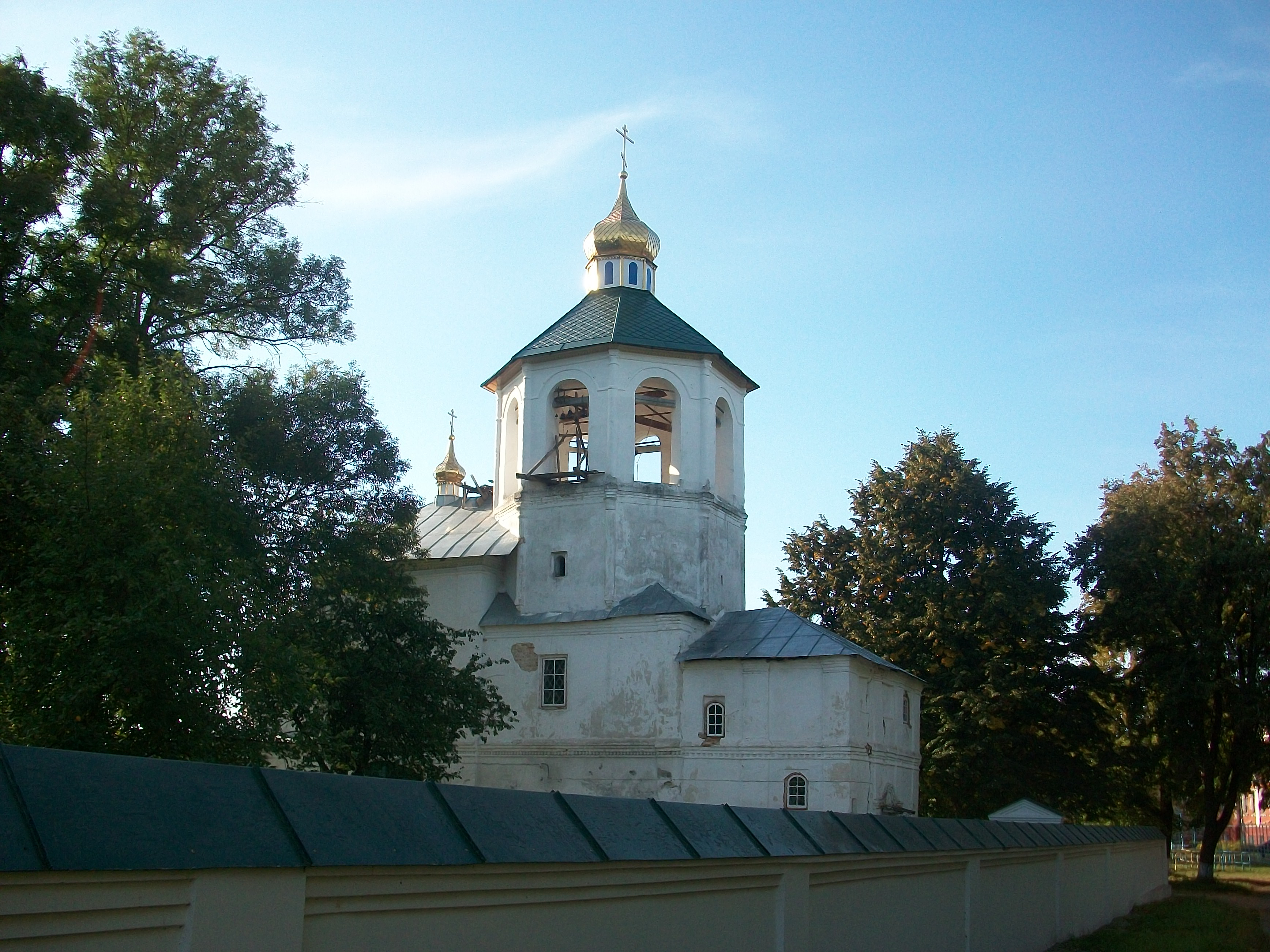
Надбрамна Хрестовоздвиженська церква-дзвіниця (22 вересня 2011 року)